# Memnon de Rhodes
Pour les articles homonymes, voir Memnon.
Memnon de Rhodes (en grec ancien Μέμνων ὁ Ῥόδιος / Mémnōn ó Ródios), né vers 380 av. J.-C., mort en 333, est le chef des mercenaires grecs au service des Achéménides durant la conquête d'Alexandre le Grand dont il est le principal adversaire au début de sa campagne en Asie.

## Biographie

### Débuts de sa carrière
Memnon entre, avec son frère aîné Mentor, au service du satrape de Phrygie hellespontique, Artabaze, en révolte contre Artaxerxès III. Mentor et Memnon doivent conduire son armée. Pour conclure cet accord Artabaze épouse la sœur des deux mercenaires et Mentor épouse Barsine la fille du satrape en 355 av. J.-C. Battu en 354 par les troupes d'Artaxerxès III, Mentor s'enfuit en Égypte tandis qu'Artabaze, Barsine et Memnon se réfugient à Pella en Macédoine auprès de Philippe II, où ils reçoivent un bon accueil.
En 343 Mentor entre au service d'Artaxerxès III par un retournement de situation qui n'a rien d'exceptionnel à l'époque et joue un rôle important dans la reconquête de l'Égypte par les Perses. Il obtient le pardon pour son beau-père Artabaze et son frère Memnon. Ceux-ci donnent des indications précieuses sur les projets d'invasion de Philippe II. C'est à cette époque que Barsine donne le jour à une fille qui épouse Néarque en 324. En 340, Mentor meurt et Memnon épouse Barsine.

### Face à Parménion
Memnon est chargé en 337-336 av. J.-C. de repousser l'offensive en Anatolie de Parménion, le général de Philippe II, qu'il contraint à se réfugier dans Abydos (335). Parménion ne reçoit pas de renforts dans un premier temps parce qu'Alexandre est occupé aux frontières nord et en Grèce.
À l'automne 335, les cités grecques se révoltent contre la politique de Darius III qui, par l'intermédiaire de Memnon, reconquiert les territoires pris par Parménion à la fin du règne de Philippe II, et tente en même temps de susciter une révolte en Grèce sur les arrières macédoniens en répandant la rumeur de la mort d'Alexandre. Memnon compte sur une révolte des Grecs et prend contact avec le roi Agis III de Sparte et les factions aristocratiques de diverses cités hostiles à Alexandre. La nouvelle déclenche la rébellion de Thèbes que promettent d'aider Athènes et Sparte. La riposte d’Alexandre est impitoyable, mais Alexandre épargne Athènes grâce à une intervention de Démade, tandis que la ville de Thèbes est entièrement rasée à l’exception de la citadelle de la Cadmée, de la maison natale de Pindare (par égard pour sa réputation, sa gloire et ses relations avec les rois de Macédoine) et des temples des dieux ; sa population est réduite en esclavage et les terres partagées entre les vainqueurs.

### Face à Alexandre
Quand en 334 av. J.-C., Alexandre débarque en Asie Mineure, Memnon propose d'éviter le combat et de pratiquer la politique de la « terre brûlée ». Il est persuadé, sans doute à juste titre, que le faible approvisionnement dont dispose l'armée macédonienne pourrait la contraindre à rebrousser chemin. Arsitès refuse ce plan et les Perses sont battus à la bataille du Granique. Memnon tente alors de résister à l'avancée d'Alexandre ; il ne peut sauver Milet, mais réussit à résister dans la citadelle assiégée d'Halicarnasse, qu'il incendie (été 334). Désigné commandant en chef par Darius III à l'hiver 334, il s'oppose sur mer à Antipater, cherchant à utiliser sa flotte pour s'emparer des îles Égéennes et couper le ravitaillement de l'armée macédonienne, dont c'est le point faible. Memnon reprend Cos et Chios. Il entreprend le siège de Mytilène, à Lesbos, mais il meurt de fièvre au début 333. Sa mort est un soulagement pour Alexandre car les successeurs de Memnon, Autophradatès, Thymondas ou encore Pharnabaze, ne se révèlent pas à sa hauteur.